# Faculdade São Paulo
A Faculdade São Paulo é uma instituição de ensino superior brasileira, sediada no Bairro Cidade Alta, em Rolim de Moura (RO). Oferece cursos presenciais e, em convênio com a UNOPAR, oferece vários cursos à distância.
A Faculdade São Paulo faz parte do Grupo Athenas de Educação, o qual está sediado em Pimenta Bueno (RO) onde se localiza a instituição mais antiga do Grupo, a Faculdade de Pimenta Bueno.
Seu quadro de professores conta com Doutores, Mestres e Especialistas. 
A partir de 2011 a Faculdade São Paulo, além do curso de Sistemas de Informação, passou a oferecer os cursos de Biomedicina, Farmácia, Fisioterapia, Administração. 
Já em 2015, a Faculdade São Paulo, obteve a permissão para o curso de Educação Física, e em seguida os Cursos de Engenharia Ambiental e Engenharia Civil. Atualmente é um prestígio a cidade de Rolim de Moura e região, sendo destaque como a Melhor Faculdade de Rolim de Moura, por sua qualidade de ensino, com professores qualificados. 
A Instituição ganha cada vez mais destaque pela qualidade do ensino praticado, instalações adequadas, que contam com ótima acessibilidade, salas de aula e biblioteca amplas e climatizadas, além do avanço notável com os programas de auxílio estudantil: FIES, PROUNI e o Programa Interno de Financiamento. 